# Modalität (Medizin)
Modalität ist ein Oberbegriff für die verschiedenen Medizingeräte, die für bildgebende Verfahren in der medizinischen Diagnostik eingesetzt werden. Im üblichen Sprachgebrauch steht der Oberbegriff entweder für einzelne „Medizingeräte, die der Bildgebung dienen“ oder für die grundlegenden Bauformen, die sich aus den verschiedenen Gerätetechniken (z. B. Ultraschall, MRT, CT, …) ergeben.
Gelegentlich findet man die Bezeichnung „Modalität“ auch als Synonym für „Bildgebendes Verfahren“ (z. B. „KM-MRT“ oder „KM-CT“ als Modalität).
Von Modalitäten wird häufig in der medizinischen Informatik im Zusammenhang mit der Informationsverarbeitung von Patienten- und Bilddaten mittels Radiologieinformationssystemen (RIS), Krankenhausinformationssystemen (KIS) oder Bildarchivsystemen (PACS)
gesprochen.
Der hierfür oft verwendete DICOM-Standard unterscheidet unter anderem folgende Modalitäten:
- CR: „klassisches“ Röntgen, bei dem die Bildentwicklung digital erfolgt (mit Speicherfolien = Computed Radiography)
- DX: „klassisches“ Röntgen, bei dem die Bildentwicklung volldigital (mittels Detektor) erfolgt
- CT: Computertomographie
- MG: Mammographie
- MR: Magnetresonanztomographie
- NM: Nuklearmedizin
- OT: sonstige (other)
- PT: Positronen-Emissions-Tomographie
- US: Ultraschall
- XC: Photographie
- XA: Angiographie (X-Ray Angiography)
- RF: Durchleuchtung (Radiofluoroscopy)

Durch die Anforderung und die Terminierung ergibt sich eine punktgenaue, geplante Zuordnung zwischen dem Patienten, der Modalität, der Bildakquise und der Möglichkeit zur patientennahen Dokumentation und Erfassung der erbrachten Leistungen mit abschließender Übermittlung in ein Langzeitarchiv, ein Bildablage- und Kommunikationssystem (PACS) oder das KIS. Die Motivation liegt hier klar auf Seiten der medizinischen Leistungserbringung. Diese lässt sich durch den Einsatz marktüblicher Befundsysteme gut über die Standardkommunikation mittels HL7 abbilden.